# Alella
Alella là một đô thị ở comarca Maresme ở 
Catalunya, Tây Ban Nha. Đô thị này nằm ở phía tây nam của dãy núi Litoral range bên bờ biển. Thị xã này có sản phẩm rượu vang, nước hoa.

## Nhân khẩu
| 1900 | 1930 | 1950 | 1970 | 1986 | 2007 |
| ---- | ---- | ---- | ---- | ---- | ---- |
| 1370 | 1597 | 1572 | 2300 | 5287 | 8998 |